# KBS蔚山放送局
KBS蔚山放送局（ケービーエスウルサンほうそうきょく、朝: KBS울산방송국）は、大韓民国の蔚山広域市とその周辺を放送エリアとする韓国放送公社（KBS）の地域放送局。
1962年3月から1995年4月にかけて、KBS釜山放送総局（890→891KHz、後に標準FM 103.7MHzが追加）とともに、ラジオ韓国（現KBSワールドラジオ）の日本語放送を中継していたことがあったが、特に西日本の太平洋側や瀬戸内海沿岸では西日本放送ラジオが同じ周波数で放送されている影響で、日本での受信は芳しくなかった。

## 所在地
- 大韓民国44702蔚山広域市南区繁栄路212（達洞416-7）

## 沿革
- 1971年1月13日 - 舞竜山テレビ中継所開所（K-9ch）
- 1972年12月20日 - 中央放送局業務部釜山徴収事務所蔚山出張所開所
- 1973年3月3日 - 韓国放送公社釜山放送局蔚山出張所に改称
- 1975年8月15日 - 舞竜山テレビ中継所、出力増強及びチャンネル変更（K-5ch）
- 1975年11月18日- 蔚山ラジオ中継所開所（呼出符号（コールサイン）HLQB、周波数1450kHz）
- 1978年1月10日 - 舞竜山テレビ中継所、標準FM放送開始（FM 90.7MHz）
- 1978年11月23日 - 蔚山ラジオ中継所の周波数変更（1449kHz）
- 1980年12月31日 - 舞竜山テレビ中継所、第3テレビの放送中継開始（K-21ch）
- 1982年5月10日 - 蔚山ラジオ中継所、独自番組の放送を開始（1日1時間）
- 1982年12月31日 - 舞竜山テレビ中継所、庁舎を増築
- 1983年5月13日 - 舞竜山テレビ中継所、第2テレビの放送中継開始（K-27ch）
- 1983年9月17日 - 舞竜山テレビ中継所、第1FMの放送中継開始（FM 101.9MHz）、及び教育FM放送中継
- 1984年7月16日 - 韓国放送公社釜山放送本部蔚山出張所に改称
- 1984年12月16日 - 韓国放送公社蔚山放送局開局
- 1985年10月26日 - 蔚山放送局、第1テレビのローカル放送開始（K-5ch）
- 1985年12月28日 - 蔚山放送局、第2テレビのローカル放送開始（K-27ch）、及び新築社屋起工
- 1987年1月1日 - 蔚山放送局舞竜山テレビ中継所、蔚山送信所KTAに移管
- 1987年8月1日 - 蔚山放送局南部出張所開所
- 1988年4月1日 - 蔚山放送局、新築社屋竣工
- 1988年6月1日 - 方魚津送信所、舞竜山送信所、尾浦テレビ中継所、KTAから蔚山放送局に移管

## 送信所・中継局一覧

### デジタルテレビ
第1テレビ
- リモコンキーID：9-1
- 呼出符号（コールサイン）：HLQB-DTV

第2テレビ
- リモコンキーID：7-1
- 呼出符号：HLQE-DTV

EBSテレビ
- リモコンキーID：10-1

| 送信所 | 物理チャンネル | 物理チャンネル | 物理チャンネル | 空中線電力 |
| 送信所 | 第１テレビ     | 第２テレビ     | EBSテレビ      | 空中線電力 |
| ------ | -------------- | -------------- | -------------- | ---------- |
| 舞龍山 | K-28ch         | K-40ch         | K-48ch         | 2.5kW      |
| 尾浦   | K-42ch         | K-44ch         | K-46ch         | 20W        |
| 文殊山 | K-26ch         | K-25ch         | K-51ch         | 90W        |
| 徳新   | K-35ch         | K-36ch         | K-38ch         | 10W        |
| 蓮花山 | K-20ch         | K-37ch         | K-50ch         | 90W        |
| 彦陽   | K-19ch         | K-38ch         | K-43ch         | 20W        |
| 熊上   | K-36ch         | K-46ch         | K-50ch         | 20W        |

### アナログテレビ
（2012年8月16日午後2時終了）
第1テレビ
- 呼出符号：HLQB-TV

第2テレビ
- 呼出符号：HLQE-TV

| 送信所 | 第１テレビ | 第２テレビ | EBSテレビ | 空中線電力        |
| ------ | ---------- | ---------- | --------- | ----------------- |
| 舞龍山 | K-5ch      | K-27ch     | K-21ch    | 2kW / 10kW / 10kW |
| 尾浦   | K-13ch     | K-46ch     | K-59ch    | 10W / 100W / 100W |
| 隠月   | K-10ch     | K-54ch     | K-25ch    | 100W              |
| 徳新   | K-47ch     | K-49ch     | -         | 10W               |
| 彦陽   | K-35ch     | K-37ch     | K-39ch    | 100W              |
| 熊上   | K-57ch     | K-53ch     | K-55ch    | 100W              |

### ラジオ
第1ラジオ
| 送信所 | 周波数     | 空中線電力 | 呼出符号 |
| ------ | ---------- | ---------- | -------- |
| 蔚山   | AM 1449kHz | 10kW       | HLQB     |
| 舞龍山 | FM 90.7MHz | 1kW        | HLQB-SFM |

音楽FM
| 送信所 | 周波数      | 空中線電力 | 呼出符号 |
| ------ | ----------- | ---------- | -------- |
| 舞龍山 | FM 101.9MHz | 3kW        | HLQB-FM  |

### 地上波DMB
U-KBS
| 送信所 | 物理チャンネル（周波数） | 空中線電力 |
| ------ | ------------------------ | ---------- |
| 舞龍山 | K-12Bch (207.008MHz)     | 2kW        |
| 文殊山 | K-12Bch (207.008MHz)     | 90W        |
| 蓮花山 | K-12Bch (207.008MHz)     | 90W        |